# Corullón
Corullón település Spanyolországban, León tartományban. Lakosainak száma 819 fő (2024).

## Földrajza
Corullón Villafranca del Bierzo, Toral de los Vados, Sobrado, Oencia, Barjas és Trabadelo községekkel határos.

## Népesség
A település lakosságának változását az alábbi diagram mutatja:
| Lakosok száma | 1193 | 1151 | 1090 | 1124 | 1080 | 1007 | 927  | 887  | 858  | 819  |
|               | 2001 | 2004 | 2007 | 2009 | 2012 | 2014 | 2017 | 2019 | 2022 | 2024 |